# Château Malvand
Le château Malvand, dit aussi château de « La Malvande » ou Résidence « La Tour », est un château situé dans la commune de Pregny-Chambésy, dans le canton de Genève, en Suisse.

## Localisation

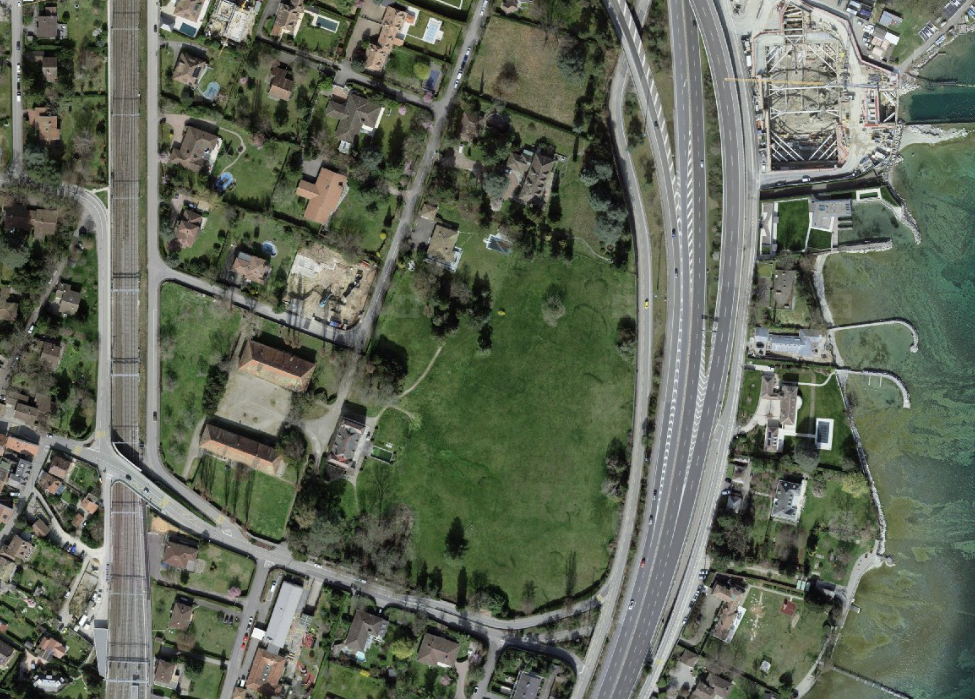
Photo satellite, par Swistopo, du château et de son domaine.

Au fil de son existence, le château connaît diverses appartenances historiques, relevant notamment du Royaume de France depuis sa construction jusqu'à l’intégration de la commune de Pregny à la Confédération suisse, le 4 juillet 1816.
Le château se dresse dans la localité de Chambésy, au sein du sous-secteur du Vengeron, plus précisément au lieu-dit La Capite. Le domaine s’étend sur une superficie totale de 45 629 m2.

## Histoire

### Résidence «La Tour»
Le document le plus ancien relatif à ce domaine remonte au XVe siècle. À cette époque, les frères André et Gonsalve de Malvenda, membres d’une famille noble originaire de Valence et affiliée à la Monarchie catholique espagnole, possèdent ce vaste domaine. Celui-ci s’étend sur les vignobles du coteau de Chambésy, les terres et bois de la Foretaille. Le bâtiment principal, alors existant, est dominé par une imposante tour qui lui vaut son appellation : la résidence « La Tour ». En 1534, André, fils de Gonsalve, accède à la seigneurie du domaine. Le domaine et la résidence demeurent dans la même famille jusqu’en 1618, année où le domaine est divisé en trois parts à l’occasion de la succession des filles de Melchior. Andréa, épouse du sieur de Choudens, hérite de la résidence « La Tour Malvand » ; Françoise, mariée à Jean Fabri, reçoit une partie des terres du domaine ; et Élisabeth, unie à Jean Blondel, obtient par son mariage la maison de maître dite « La Coudira ».

Andréa de Choudens-Malvenda eut une fille, Aimée, qui épousa Jean-François de Malherbe. En dot, elle apporta toute la résidence « La Tour Malvand » à son époux. En 1652, Jean-François de Malherbe vendit la résidence à Samuel Malcontent.

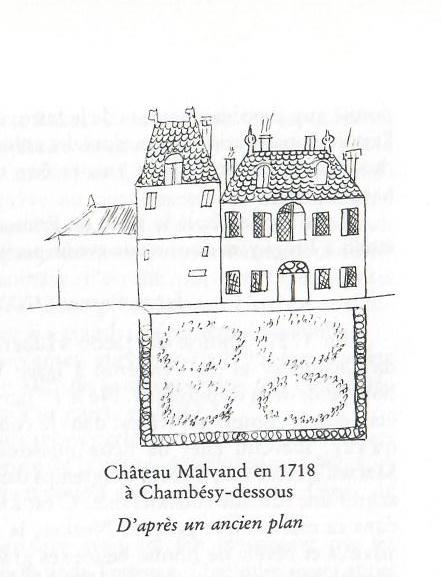
Dessin de la résidence «La Tour» en 1718.

En 1713, Abraham Sauter rachète la résidence « La Tour » aux Malcontent ainsi que les terrains alentour. Il décide alors de construire, une maison « de 50 pieds de long sur 40 de large » composée de deux niveaux sur caves et coiffée d'un ample toit à quatre pans venant s'accoler à la tour existante,. Il crée également une terrasse de la même largeur que la maison, un jardin potager au sud du domaine et améliore les étables ainsi que les granges. Comme d'autres maisons de maître de l'époque, son axe de symétrie préside à l'ordonnance générale des abords et souligne l'ouverture de la composition sur le lac et les Alpes.

### Château Malvand
En 1724, Abraham Sauter choisit d'échanger l'intégralité de la propriété contre les terres de Jacob Huber, situées à Bourdigny. Par la suite, Jacob Huber entreprend également des travaux de transformation sur la résidence et ses jardins : il fait démolir l'ancienne tour et fait ériger deux ailes basses supplémentaires à la maison. C’est ainsi que le bâtiment prend le nom de « château Malvand ». Huber répare et agrandit les granges et les écuries, y ajoutant des remises créant ainsi deux grandes dépendances agricoles. Les activités rurales ainsi que le logement du fermier y sont regroupés. Il aménage également « deux salles de marronniers et une longue allée se terminant par un cabinet de charmes ».
Enfin, en 1731, il acquiert le vaste domaine voisin, appelé Le Vengeron. Le domaine de la Malvande s’étend désormais au nord jusqu’au Nant du Vengeron. Il s’enrichit alors considérablement en prés et en bois, s’ouvrant largement sur le petit lac. Le dispositif central du domaine se complète d’une allée d’environ 300 mètres, orientée nord-sud, reliant le Nant du Vengeron à la cour d’honneur, située entre la maison de maître et les communs. Les accès au domaine s’effectuent par des portails en ferronnerie, encadrés de montants en calcaire surmontés de chapiteaux et de boules.
En 1742, Jacob Huber acquiert un cours d'eau appartenant aux seigneurs de Tournay, composé de quatre sources distinctes, situé dans le domaine du château. Il entreprend des travaux de correction de ce cours d'eau afin de pouvoir l'utiliser et l'employer également pour alimenter le hameau de Chambésy-Dessous.
En 1751, les descendants de Jacob Huber vendent les deux propriétés de la Malvande et du Vengeron à Isaac Vernet, l'un des plus riches bourgeois de la République. À sa mort en 1773, les deux propriétés sont léguées à sa petite-nièce Catherine Fabri-Vernet. Cette dernière apporta diverses transformations et améliorations à la maison : elle modifia les deux ailes en y ajoutant un étage, lequel fut coiffé de toits à la Mansart, et fit construire les deux grandes dépendances actuelles. À la mort de Catherine Fabri-Vernet en 1795, la propriété passa à sa fille Renée Fabri, épouse de Nicolas Théodore de Saussure, qui y vécut et en demeura propriétaire jusqu'à sa mort en 1847. À cette période, les Fabri-de Saussure réaménagent les jardins d’agrément dans un esprit paysager. Les allées et les cours se couvrent de gravier, de pavés en granit et de galets devant les communs. Deux fontaines prennent place en vis-à-vis dans la cour d'honneur, tandis qu’une troisième, dotée d’un abreuvoir, s’installe au nord des communs. À la mort du couple Fabri-de Saussurre, la fortune fut partagée entre ses neveux et nièces de la famille Saladin. C’est l’aîné, Charles Saladin, qui acheta le domaine de l’hoirie, le restaura, et le transmit à son fils Ernest Saladin.
En 1857, une première voie ferrée à double voie reliant Genève à Versoix est construite, entraînant un premier morcellement du domaine.
À la mort d'Ernest Saladin en 1911, le domaine fut légué à son petit-neveu et filleul, Ernest Rilliet, qui le revendit en 1943 à la Société Chambésy-les-Pins.

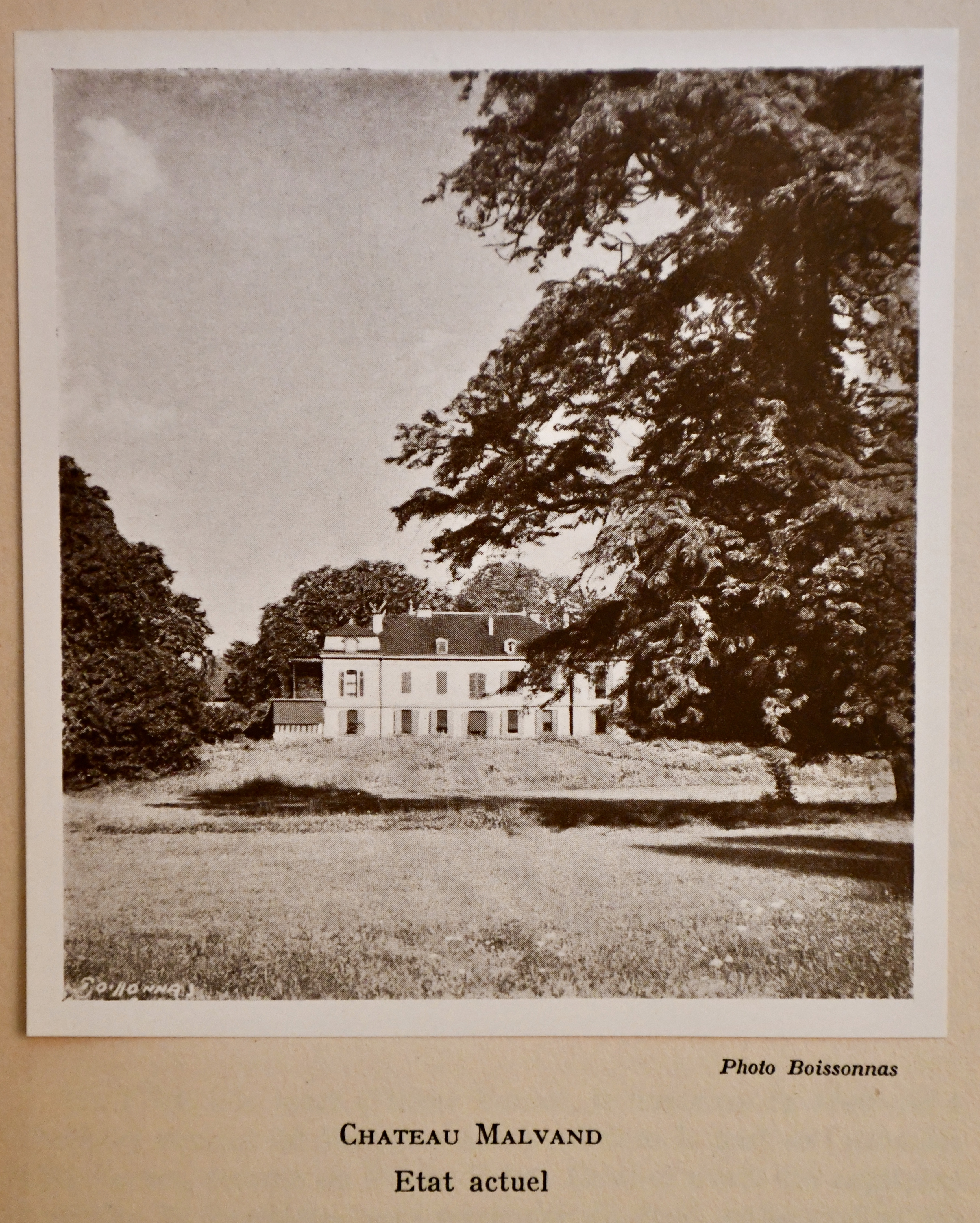
Le château en 1947.

En 1955, le domaine fut ensuite morcelé en 55 parcelles comprenant entre 1 500 m2 et 3 500 m2, sur lesquelles de nombreuses villas furent construites entre 1957 et 1962. Le domaine est alors réduit à 5 hectares, comprenant le château, les deux grandes dépendances et 3 hectares de parc. En décembre 1958, Diana Blanchfleure Hedberg, épouse de Torsten Kreuger, acquiert le domaine et entreprend d’importantes transformations et rénovations. La maison de maître est modernisée, notamment au niveau des cuisines et des salles de bains, tandis que la salle à manger est agrandie. Le garde-corps de l’escalier principal est également remplacé. La dépendance nord subit une transformation majeure avec l’aménagement d’un vaste espace de réunion à l’étage et la démolition du pont de grange. Par ailleurs, la loge du gardien-jardinier, située à l’entrée sud du domaine, est détruite. En 1960, le domaine perd une part importante de ses terrains pour permettre la construction des bretelles d’accès à l’autoroute A1 Genève-Lausanne, alors en cours d’achèvement. Cela entraîne la construction d’un imposant mur de soutènement s’étendant sur toute la longueur de la propriété.
Le 16 octobre 1987, le château et ses dépendances sont inscrits à l'inventaire des objets protégés par le Département des Travaux Publics du canton de Genève.
En 1992, une partie du domaine est intégrée à la zone de protection des rives du lac.
En 2001, la propriété est mise en vente au prix de 28 millions de francs suisses.

#### Projets sur le domaine

##### Premier projet de densification
En 2010, un promoteur immobilier acquiert le domaine dans le but d’y construire un centre économique régional pouvant accueillir entre 1 500 et 2 000 employés. Le projet prévoit la création d’une zone urbaine, destinée à un établissement hôtelier, à des activités administratives et à l’habitat. Il inclut également l’exclusion des parcelles composant le domaine de la Malvande du périmètre de protection générale des rives du lac, établi en 1992. Lors d'une enquête publique menée du 4 juin au 5 juillet 2010, le Conseil municipal de Pregny-Chambésy émet un préavis défavorable le 11 novembre 2010. Cependant, l’État de la République et canton de Genève ainsi que la Commune de Pregny-Chambésy jugent nécessaire de modifier les limites de zones du périmètre de protection générale des rives du lac. Consultée, la Commission des monuments, de la nature et des sites (CMNS) constate que le tracé actuel du périmètre crée une séparation artificielle entre la maison de maître et les dépendances du domaine de la Malvande, ce qui justifie une révision de la protection des rives du lac. Toutefois, la CMNS subordonne son approbation à l’adoption d’une mesure garantissant la sauvegarde de l’ensemble du domaine.

##### Deuxième projet de densification
Le propriétaire, en coordination avec le service des monuments et des sites, initie dès septembre 2014 les études nécessaires à l’élaboration d’un futur projet de plan de site. Il est également convenu que ce projet devra respecter les éléments bâtis et paysagers anciens,. Le nouveau projet de plan de site est présenté en octobre 2015 et son périmètre englobe onze parcelles. Le projet prévoit la construction de cinq principaux bâtiments destinés à des logements, ainsi que des activités hôtelières et tertiaires. Deux sont situés sur les parcelles au nord, avec des surfaces respectives de 8 132 et 11 221 m2, et une hauteur d’environ 16 mètres. Les deux autres bâtiments, implantés sur les parcelles au sud, couvrent des surfaces de 1 786 et 3 327 m2, pour une hauteur d’environ 14 mètres. Ces quatre bâtiments sont positionnés en dehors de la zone de vue entre la maison de maître et le lac. La cour située entre les deux dépendances est complétée à l’ouest par un bâtiment de 1 435 m2 et d’une hauteur de 6 mètres, destiné à atténuer les nuisances provenant de la voie ferrée. De plus, le projet s’engage à préserver et renforcer les massifs arborés existants, à aménager l’ensemble des places de stationnement en sous-sol, ainsi qu’à rénover et mettre en valeur la maison de maître et les dépendances existantes.
Afin de concrétiser ce projet, le promoteur doit obtenir l'aval du Conseil municipal de Pregny-Chambésy ainsi que du Grand Conseil genevois, en vue de modifier la dénomination de la zone d’aménagement du domaine, incluant l’ensemble des parcelles concernées,. Le 1er février 2016, la CMNS émet un préavis favorable. Lors de l'enquête publique ouverte du 13 décembre 2016 au 11 janvier 2017, cinq observations sont relayées. À l'issue de cette phase de la procédure, le Conseil municipal de la commune de Pregny-Chambésy émet un préavis défavorable le 21 février 2017,. Deux rapports, datés du 4 février 2019 et du 16 mai 2019, émis par la commission d'aménagement du canton, recommandent également aux parlementaires du Grand Conseil de rejeter le changement de zone d'aménagement du Domaine de la Malavande,.
Le 7 juin 2019, le Grand Conseil genevois adopte, par 52 voix pour, 37 voix contre et 4 abstentions, la loi n° 12 148 portant sur le changement de zone d'aménagement du Domaine de la Malvande,,. Le 14 avril 2021, le Conseil d'État approuve le plan de site,,

### Liste des propriétaires successifs
- XVe siècle - 1534: André I de Malvenda et Gonsalve de Malvenda ;
- 1534 - XVIIe siècle: André II de Malvenda ;
- XVIIe siècle - 1618: Melchior de Malvenda (?-1618) ;
- 1618 - ?: Andréa de Choudens-Malvenda ;
- ? - 1652: Aimée & Jean-François de Malherbe;
- 1652 -?: Samuel Malcontent (?-1755) ;
- ? - 1713: Étienne Malcontent (1701-?) ;
- 1713 - 1724: Abraham Sauter;
- 1724 - 1751: Jacob Huber (1693-1750) ;
- 1751 - 1773: Isaac Vernet (1700-1773) ;
- 1773 - 1795: Catherine Fabri-Vernet (1735-1795) & Michel-Jean-Louis Saladin (1756-1844) ;
- 1795 - 1847: Renée Fabri (1767-1847) & Nicolas Théodore de Saussure (1767-1845) ;
- 1847 -1848: Charles Saladin ;
- 1848 - 1911: Ernest Saladin (1827-1911) & Marie-Henriette Melly (1833-1864) ;
- 1911 - 1943: Ernest Rilliet;
- 1943 - 1958: Société Chambésy-les-Pins;
- 1958 - 1998: Diana Blanchfleure Hedberg (1920-1998) &  Torsten Kreuger (1884-1973) ;
- 1998 - 2001 : Björn Torsten & Sten Ivar (1944- ) & John Kreuger (1945- ) ;
- 2001 - 2010: ?;
- Depuis 2010: Société RI Realim.

## Architecture
Une brochure datant de la deuxième moitié des années 1950, lors de la vente du château, décrit le bâtiment principal : 

« Somptueusement meublée en styles authentiques et dans un goût parfait, la Maison de Maître comprend au rez-de-chaussée une enfilade de pièces d'apparat et de réception, grand salon, salle à manger, petit salon. D'autres pièces [...] donnent également sur le vaste hall d'entrée.
Une bibliothèque et bureau, une belle véranda, ainsi qu'une grande cuisine avec offices, complètent la distribution du riz-de-chaussée centré sur le hall. Un escalier de pierre avec une superbe rampe de fer forgé conduit au premier étage où se trouve six chambres de maîtres, deux salles de bains et une chambre de domestique. Dans les combles existent quatre chambres de domestiques ou autres, une salle de bains, un grand étendage et autres pièces. [...] Les caves sont voûtées et ont une sortie directe sur la cour ; elles se composent d'une cave à vin, d'un économat, de la chaufferie avec une grande soute. »

— Valoris S.A. Château de la Malvande, Chambésy-Dessous, Genève, environ 1955.
La brochure complète également la description du domaine et des autres bâtiments :

« Deux corps de bâtiments d'une belle ordonnance constituent la ferme et ses dépendances. Dans l'une des bâtisses sont aménagés plusieurs appartements : l'un en rez-de-chaussée-de-chaussée comprend un grand living-room campagnard faisant office de cuisine, deux chambres et une salle de bains installée, deux autres appartements se trouvent au premier étage, l'un de 4 pièces, l'autre de 7 pièces. Faisant suite à ces appartements, il y a de nombreux et vastes locaux utilitaires (remises, buanderies, greniers, etc.) dont on pourrait par transformation obtenir de remarquables intérieurs. Il en est de même pour l'autre corps de bâtiment composé d'un vieux pressoir avec cellier, garages, ateliers et écuries. Par une rampe on accède à l'étage, où se trouve principalement une vaste feindre, mais aussi 4 chambres.
Près du portail d'entrée il y a une loge de gardien-jardinier comprenant quatre pièces : deux de plain-pied et deux à l'étage. Des jardins d'agrément dont l'un avec une serre, un potager, entourent ces diverses constructions. »

— Valoris S.A. Château de la Malvande, Chambésy-Dessous, Genève, environ 1955.

## Domaine

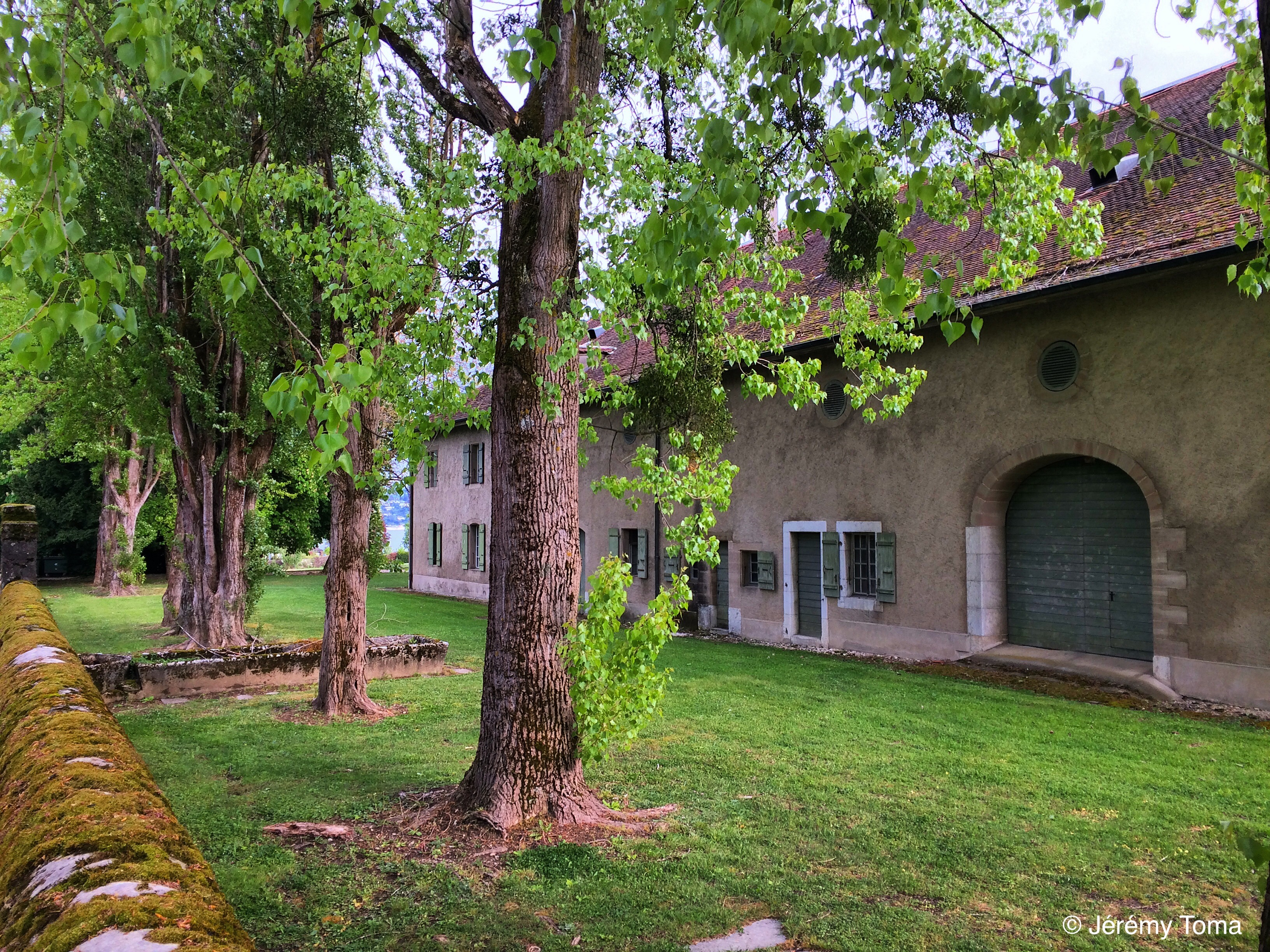
La dépendance nord.

Le domaine actuel se distingue par une composition harmonieuse et bien structurée. Une allée transversale orientée nord-sud mène à la cour d'honneur, située entre la maison de maître et les communs, disposés symétriquement dans l'axe de cette dernière. À l’origine, cette allée se prolongeait en une promenade, désormais séparée de la propriété, qui conduisait jusqu’au Nant du Vengeron.
L’ensemble comprend également une avant-cour située entre les communs, un verger, et un potager autrefois situé à l’ouest des dépendances, avec un second potager implanté au sud de la dépendance méridionale. À l’est, un parc paysager bordé de pelouses complète l’agencement.
Les délimitations du domaine sont marquées par un mur en maçonnerie, encore partiellement conservé à l’est, au sud et à l’ouest, et en moindre mesure au nord. Deux portails en ferronnerie, ornés de pilastres en calcaire surmontés de chapiteaux et de boules, assurent l’accès à la propriété.

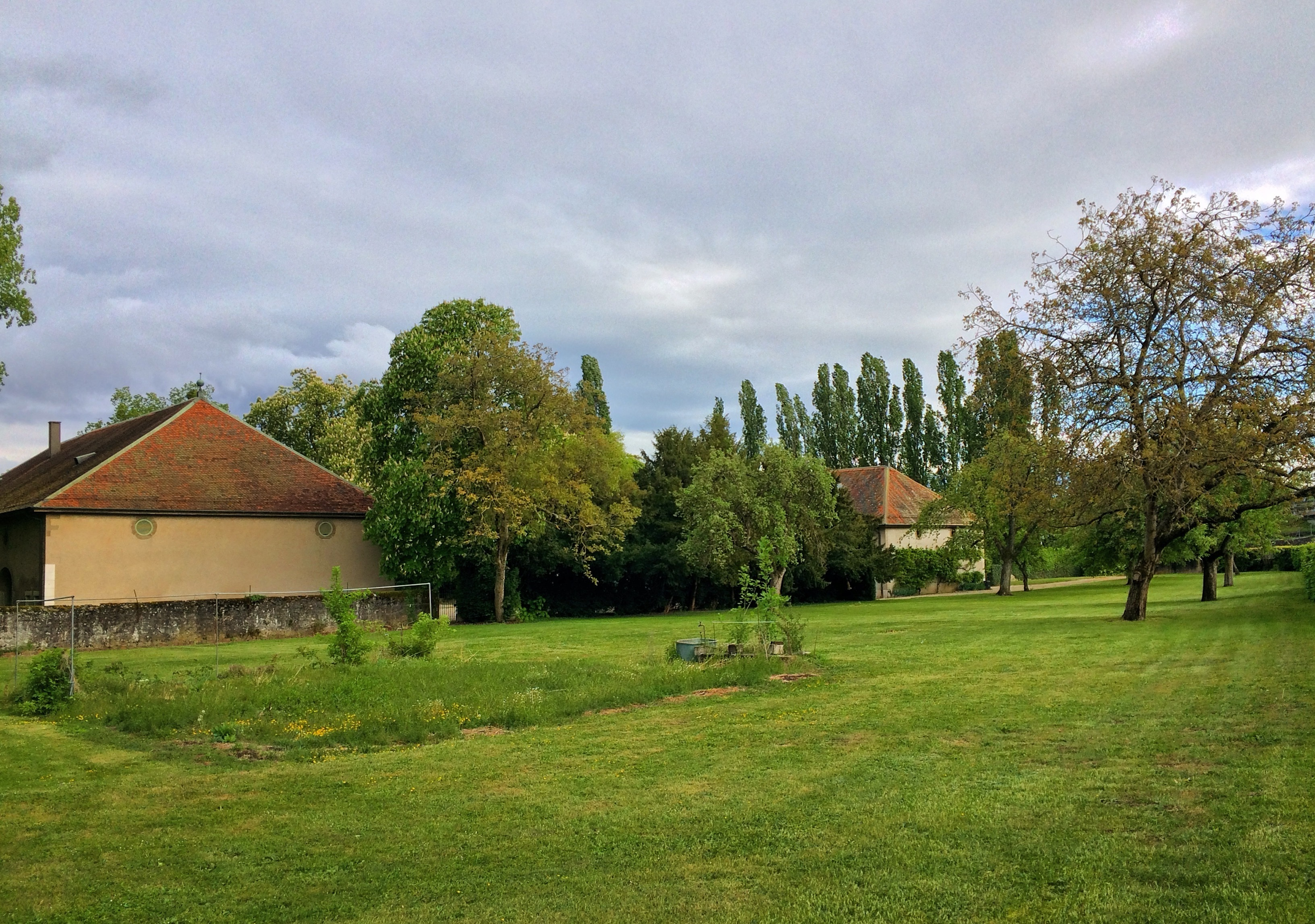
L'ancien potager situé à l'ouest du domaine.

Le domaine se distingue par une organisation harmonieuse mêlant sols variés, éléments architecturaux et plantations soigneusement choisies. Les allées et cours sont recouvertes de gravier, tandis que des pavés en granit et des galets ornent les abords des communs. Une terrasse dallée, située à l'est de la maison de maître, ajoute une note d'élégance. Des murets en maçonnerie relient la cour des communs à la cour d'honneur en formant deux quarts de cercle qui dessinent une abside dans l’axe central. Le domaine est également agrémenté de plusieurs fontaines en calcaire : deux, ornées de motifs en volutes symétriques, se trouvent au sud de la cour d’honneur et au nord des communs, tandis qu’une troisième est positionnée au nord de la cour d’honneur. Une pièce d’eau, située à l’est de la maison de maître, complète cet ensemble raffiné. La végétation, abondante et diverse, apporte un charme supplémentaire. Une allée transversale est bordée de palissades et de topiaires en ifs et thuyas, tandis qu’un alignement de peupliers d’Italie structure le potager au sud. Des marronniers ombragent la cour des communs, des arbres fruitiers enrichissent le verger, et un cordon boisé marque la limite sud du domaine. Le parc, à l’est, offre une variété botanique impressionnante, regroupant cèdres, conifères, marronniers et peupliers, contribuant à la grandeur et au caractère bucolique du lieu.
Depuis le 8 octobre 2002, l'ensemble du domaine comprenant le jardin, la cour d'honneur, l'avant-cour située entre les communs, le verger, le jardin potager, le parc paysager, les allées bordées d'arbres ainsi que les cordons boisés est inscrit à l'inventaire de la section nationale suisse du Conseil international des monuments et des sites (ICOMOS), répertoriant les parcs et jardins historiques de Suisse

## Protections
Le 16 octobre 1987, le château et ses dépendances sont inscrits à l’inventaire des objets protégés par le Département des Travaux Publics du canton de Genève.
Le 8 octobre 2002, le domaine est inscrit à l'inventaire de la section nationale suisse du Conseil international des monuments et des sites (ICOMOS), répertoriant les parcs et jardins historiques de Suisse.

## Photographies

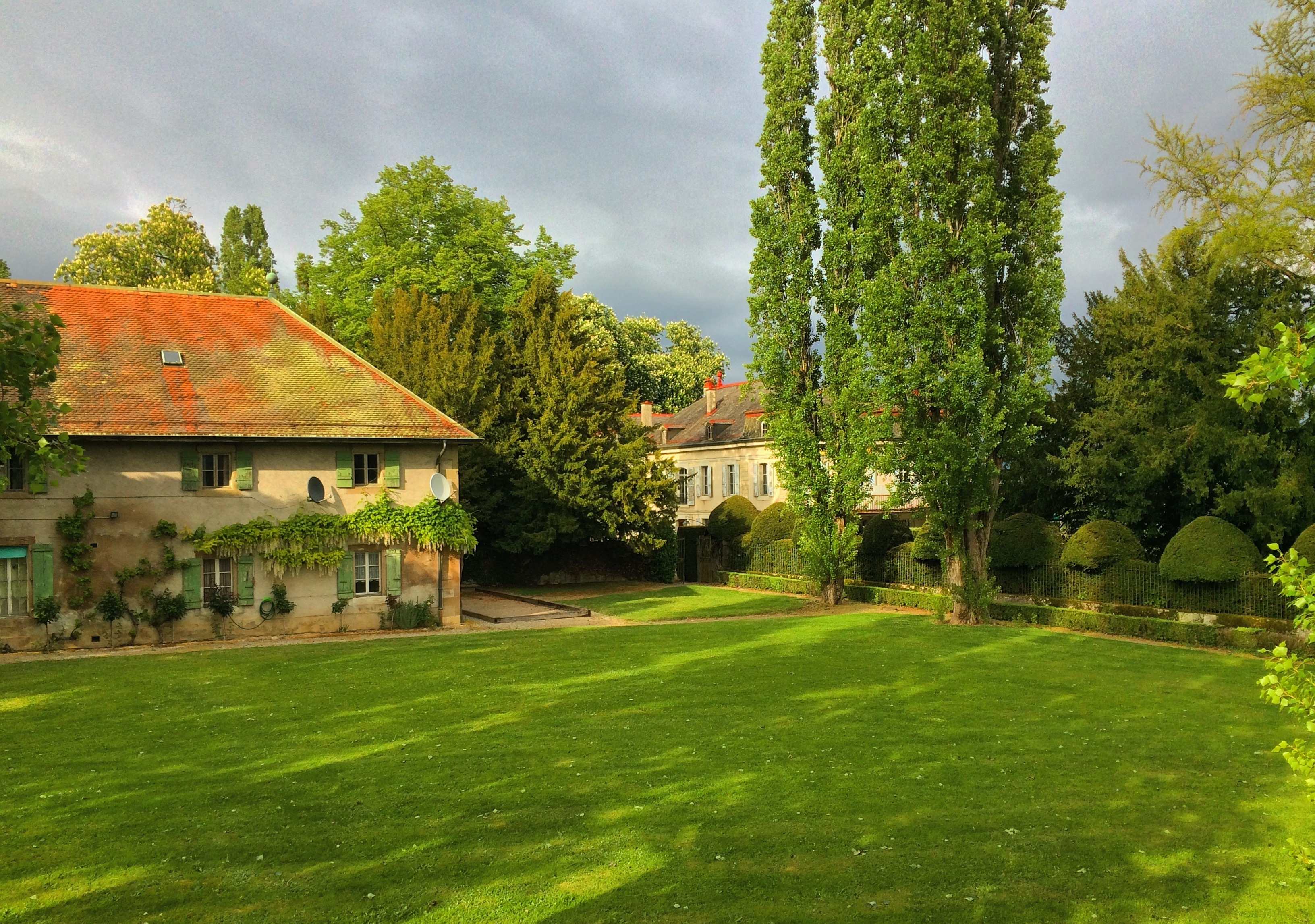
La dépendance sud du domaine et le château.
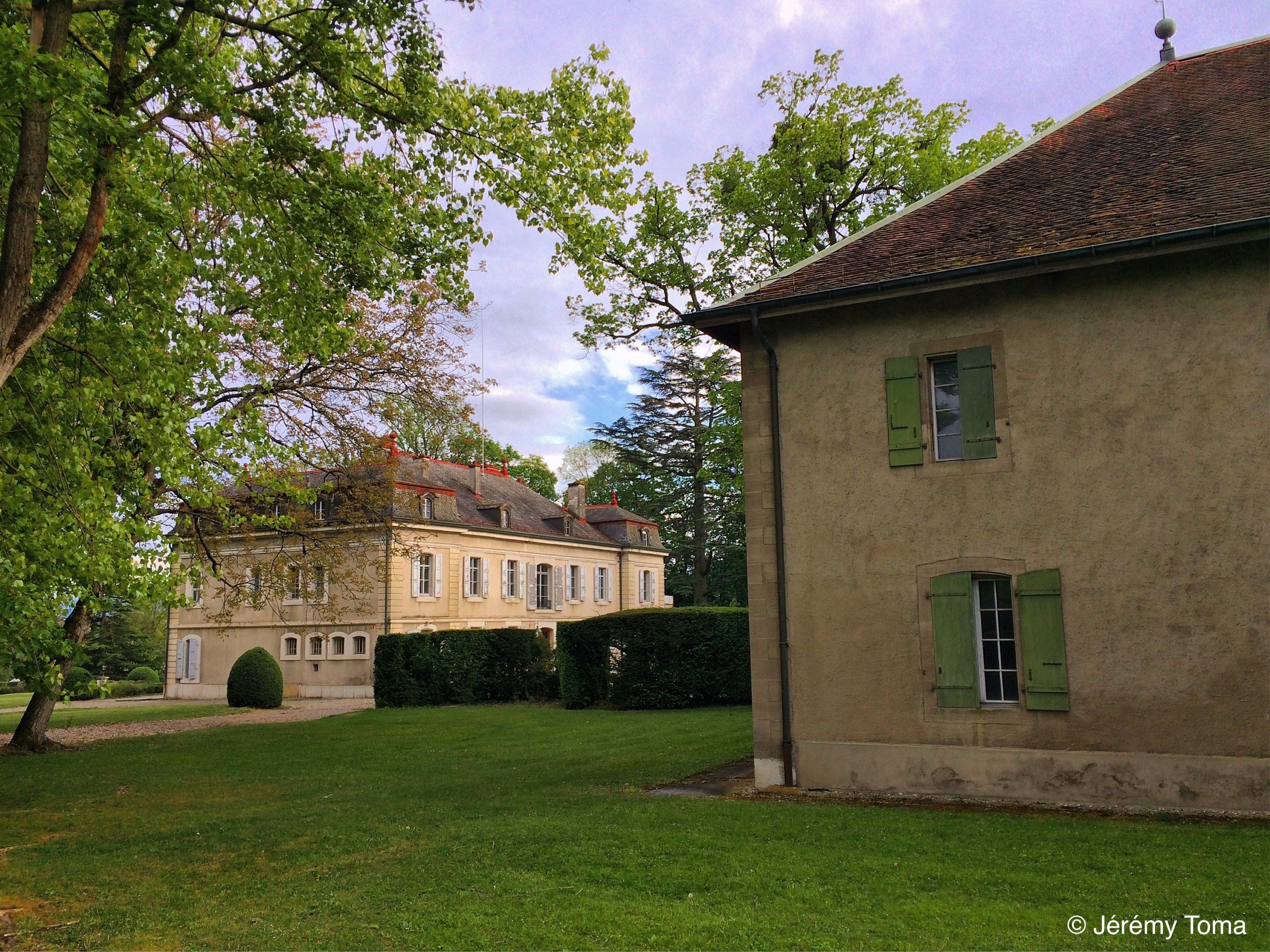
La dépendance nord et le château.
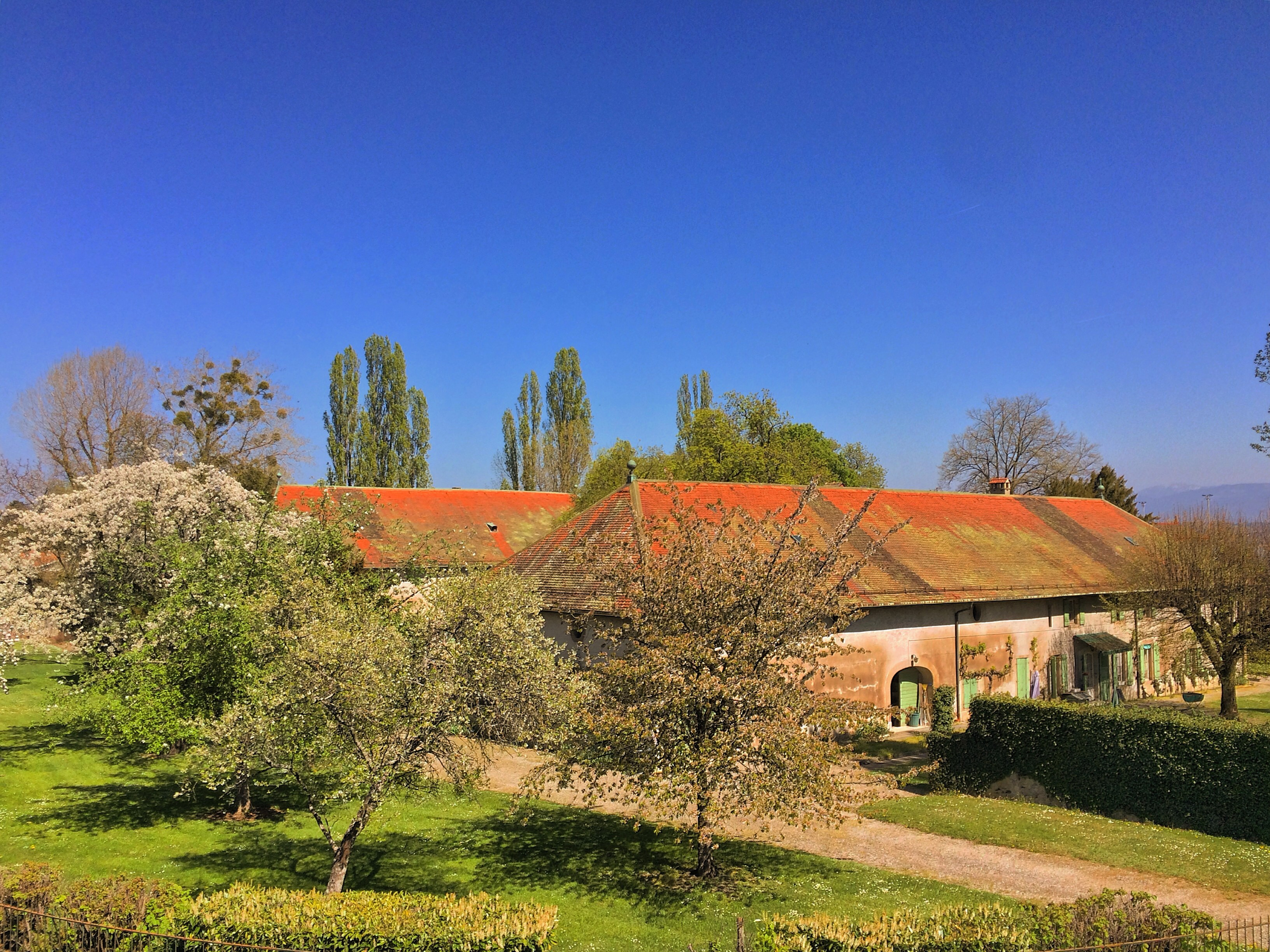
Les deux dépendances vues du Chemin de Chambésy au printemps.

## Domaine du Vengeron
Situé à 600 mètres au nord du château, le domaine et la maison de maître du Vengeron s'inscrivent dans une relation étroite avec l'histoire du domaine et du château de Malvand dès 1731.
Une première maison forte est érigée en 1340 par la famille Tavel. Celle-ci vend alors la maison forte et ses terres à la famille Fernex en 1499. Au cours d’un demi-siècle, la propriété change plusieurs fois de propriétaire, et dès 1555, la famille Favre en devient propriétaire pour un siècle et demi. En 1693, la famille Vaudenet prend possession de la propriété jusqu’en 1731, date à laquelle elle est vendue au banquier Jacob Huber, déjà propriétaire du château Malvand depuis 1724. La famille Huber vend finalement ses deux propriétés en 1751 à la famille Vernet. En 1788, par héritage, la propriété passe à la famille Saladin, puis, par alliance, elle est transmise à la famille Rilliet. En 1961, la construction de l’autoroute entraîne la destruction de la maison de maître.